# Елк
Елк (пол. Ełk, нім. Lyck, прусськ. Łek, Luks) — місто в північно-східній Польщі, на річці Елк. Адміністративний центр Елкського повіту Вармінсько-Мазурського воєводства.

## Демографія
Демографічна структура станом на 31 березня 2011 року:
|          | Загалом | Допрацездатний вік | Працездатний вік | Постпрацездатний вік |
| -------- | ------- | ------------------ | ---------------- | -------------------- |
| Чоловіки | 28468   | 6073               | 20135            | 2260                 |
| Жінки    | 30576   | 5766               | 19213            | 5597                 |
| Разом    | 59044   | 11839              | 39348            | 7857                 |

## Міста-побратими
- Алітус, Литва (2014)[3]
- Берлінґтон, США
- Гаґен, Німеччина[2]
- Ліда, Білорусь
- Неменчин, Литва
- Неттеталь, Німеччина
- Орбассано, Італія